# Strâmtura (okręg Marmarosz)
Strâmtura – wieś w Rumunii, w okręgu Marmarosz, w gminie Strâmtura. W 2011 roku liczyła 2507 mieszkańców.